# Ортеццано
Ортеццано (итал. Ortezzano) —  коммуна в Италии, располагается в регионе Марке, в провинции Фермо.
Население составляет 815 человек (2008 г.), плотность населения составляет 118 чел./км². Занимает площадь 7 км². Почтовый индекс — 63020. Телефонный код — 0734.
Покровителем коммуны почитается святой Иероним Стридонский, празднование 30 сентября.

## Демография
Динамика населения:

## Администрация коммуны
- Официальный сайт: https://web.archive.org/web/20090926161217/http://www.provincia.ap.it/Ortezzano/